# Carlo II Tocco
Carlo Tocco, conte di Zante e di Cefalonia (... – Arta, 30 settembre 1448), è stato un nobile e politico italiano del XV secolo.

## Biografia
Figlio di Leonardo, fu adottato dallo zio paterno Carlo I Tocco, e dopo la morte di questi avvenuta nel 1429, gli succedette nel titolo di Despota d'Epiro. 
La sua designazione ad erede da parte dello zio, determinò lo scontento da parte dei suoi figli naturali, Ercole, Memnone e Turno, i quali per gelosia nel 1430 si rivolsero al sultano ottomano Murad II per attaccarlo. Assediato dai Turchi, chiese soccorso al re Alfonso V d'Aragona, che gli inviò una grossa armata comandata da Giovanni Ventimiglia, marchese di Geraci, che lo liberò dall'assedio e gli diede per moglie la figlia Raimondetta, con mille onze di dote, e dalla quale ebbe quattro figli.
Nonostante la resistenza, la città di Giannina cadde comunque in mano ai Turchi, e il Tocco dovette rifugiarsi ad Arta. Spossessato di gran parte del suo territorio e sentendosi sempre più accerchiato, si rivolse alla Repubblica di Venezia di cui era ancora cittadino, che gli promise appoggio e lo nominò nel 1433 membro onorario del Maggior Consiglio.
Morto il 30 settembre 1448, gli succedette il figlio primogenito Leonardo, che l'anno successivo perse Arta, conquistata dagli ottomani.